# Donnubán mac Cathail
Donnubán ('donuva:n), Donndubán ('donðuva:n), o Donnabán mac Cathail, anglicanizado Donovan, hijo de Cahall (muerto 980), fue un gobernante irlandés del siglo X, perteneciente al reino regional irlandés de Uí Fidgenti, y posiblemente también del más pequeño reino de Uí Chairpre Áebda.
 En fuentes contemporáneas es rey nombrado sólo del anterior, pero sus hijos y descendientes posteriores aparecen como dinastas de los anteriores. Además, a su muerte en 980 Donovan es llamado Rey de Ressad, un título único en los anales irlandeses supervivientes, y cuya localización es incierta. Es el progenitor de la familia O'Donovan.
Jugando una función notable en la saga Cogad Gáedel re Gallaib (CGG), Donovan es notorio por su alianza con su suegro aparente o al menos pariente Ivar de Limerick, el último rey nórdico de Limerick, y con Máel Muad mac Brain, rey de Desmond, contra los ascendientes Dál gCais en las personas de Mathgamain mac Cennétig, rey de Cashel, y su hermano Brian Bóruma, más tarde Rey Supremo de Irlanda. El último conseguiría alterar el paisaje político de Munster e Irlanda para siempre. Fue la ayuda de Donovan la que permitió coronarse a Máel Muad como Rey de Munster de 976 a 978.

## Ascensión y linaje
El linaje de Donovan según lo descrito por John O'Donovan en el Apéndice a los Anales de los Cuatro Maestros le sitúa como descendiente de Ailill Aulom (d. 234), y finalmente, descendiente sénior de la raza de Heber. Donnchadh Ó Corráin, defiende que posiblemente esto fue una invención posterior para enlazar a la dinastía de Donovan con los Uí Chairpre Áebda. La genealogía del ÚA CAIRPRI aparece en Rawlinson B 502, un manuscrito del siglo XI, desde Ailill Aulom a Cenn Fáelad, que murió aproximadamente en 744. Parecería que el abuelo de Donovan, Uainide mac Cathail, está pobremente documentado, e indocumentado en fuentes contemporáneas, apareciendo en el siglo XII Caithréim Chellacháin Chaisil, y en los registros compilados entre los siglos XIV y XVI, como nieto de Cenn Fáelad. Generalmente, cinco generaciones abarcarían más de 250 años. Otros manuscritos contienen dos generaciones adicionales de descendencia en el periodo entre 744 a 977. Las investigaciones de Ó Corráin demuestran que la ascendencia de Donovan dista mucho de ser cierta sólo unos doscientos años después de su muerte en 977. Aun así, el autor del Caithréim tuvo disponible una extensa colección genealógica de las familias de Munster y la inclusión de figuras históricas conocidas con el propósito de dar credibilidad a su obra de propaganda indicaría la existencia de los individuos.
La ascensión de Donnuban al trono de Uí Fidgenti parece figurar en el Betha Adamnáin, obra de mediados del siglo X. Pero en este pasaje, el príncipe que asciende a Uí Fidgenti se menciona como miembro de los Uí Echach Muman, otro nombre para los Eóganacht Raithlind, una dinastía enteramente separada de la región del sur de Munster (Desmond), pero curiosamente a la que pertenecía Máel Muad mac Brain, aliado de Donovan. Con el derrumbamiento de los Eóganacht Chaisil los Uí Echach o Eóganacht Raithlind eran los más poderosos miembros de los Eóganachta en la época. La aparente prominencia de los Uí Fidgenti al mismo tiempo esta indudablemente relacionada.
Que la mujer de Donovan fuera la hija de Imar de Limerick fue durante mucho tiempo tradición oral. Independientemente de esa tradición, se ha argumentado que la madre de Donovan era también nórdica basado en otras asociaciones de su padre, por el Conde de Dunraven, que argumentó que la asociación de su padre Cathal a través de matrimonio con "Amlaf, rey de los Daneses de Munster" oficialmente creó la alianza entre ellos.

## Sulcoit
Es imposible de probar que Donovan estuviera entre aquellos que se enfrentaron con los Dál gCais en la Batalla de Sulcoit. Según CGG tanto Máel Muad como él apoyaron a Ivar, pero los anales desafortunadamente no ofrecen ninguna confirmación.

## Captura de Mathgamain
La alianza formada entre Ivar, Donovan, y Máel Muad alarmó mucho a Mathgamain. Máel Muad le había precedido como Rey de Munster hasta que fue depuesto alrededor 970, y naturalmente quiso reclamar el reino para él y para el y para los afligidos y desarbolados Eóganachta. También, según la propia confesión de Mathgamain, los Dál gCais estaban cometiendo continuas depredaciones en Munster, convirtiéndose así en persona no-grata en muchas zonas de la provincia. El autor de CGG  afirma, aún más, que Mathgamain tomó rehenes de Donovan, pero esto es rechazado por Canon O'Mahony, por los acontecimientos subsiguientes.
Por razones desconocidas, Mathgamain accedió a reunirse con los aliados en casa de Donovan, posiblemente porque ese lugar era percibido como el más neutro, o porque Mathgamain pudo haber esperado desvincularle de la alianza. Según Alice Stopford Green, este acto de ir a la casa de un enemigo probable era "la señal formal de sumisión y renuncia a la supremacía", y pudo entenderse que iba a ir allí para ceder su lealtad a Máel Muad. Tal especulación es extremadamente improbable, dado el éxito de Mathgamain durante 15 años asaltando los territorios de Bran y Donovan, y la fuerza militar de sus tropas y las de su hermano. Los registros actuales no arrojan luz suficiente sobre los acontecimientos de aquel día, y las mareas políticas y el desarrollo de las relaciones comerciales entre Daneses e irlandeses, ha hecho que se pierda el motivo de la reunión.
La anotación más tardía corresponde a los Anales de los Cuatro Maestros, y en él tanto Máel Muad como Donovan han sido degradados rango de señores, mientras que Mathgamain es hecho "Rey supremo de todo Munster". Ciertamente no lo era y nunca fue más que un Señor Supremo semi-nominal con oposición sustancial. El éxito espectacular de su hermano más joven Brian que se convertiría en auténtico rey Munster y finalmente Irlanda, tuvo una influencia poderosa en las mentes de historiadores posteriores. El destino de Mathgamain fue preparar el terreno.
También del interés es la afirmación hecha por el autor de CGG de que fue tomado prisionero a raíz de la interferenceia de Ivar con Donovan, no Máel Muad. Aunque esta teoría no es soportada por los anales breves, sí que es coherente con la cercana asociación entre Donovan y la dinastía de Limerick, y Canon O'Mahony ha señalado que el territorio de Máel Muad se hallaba a una distancia considerable hacia el sur, en su baluarte en Desmond. Su argumento de que Máel Muad estaba al margen del complot puede o no puede ser refutado por el hecho de que recibió rápidamente noticias del prisionero y ordenó su ejecución.

## Últimas batallas y muerte
Las fuentes discrepan en cuanto a la fecha y modo de la muerte de Donovan. Según el autor de CGG Brian fue en una expedición a Uí Fidgenti contra ambos Donovan y el nuevo rey de los nórdicos de Munster Aralt (Harald), que se menciona como el tercer hijo de Ivar. Allí, según CGG, los dos fueron asesinados en la Batalla de Cathair Cuan, presumiblemente una fortaleza de Donovan, junto a un gran número de extranjeros o nórdicos.
Pero los Anales de los Cuatro Maestros, conteniendo un registro de esta batalla posiblemente idéntico, no mencionan la muerte de Donovan, ni siquiera la existencia de Harald.
Los Anales de Inisfallen refieren un acontecimiento similar el año anterior, pero no sabemos si es el mismo, y no mencionan a Donovan.
De todas formas, estos dos relatos apoyan las reclamaciones de los O'Donovan de que Donovan sobrevivió a la batalla con Brian. Afirman que fue asesinado más tarde en la "batalla de Croma" contra Dunchuan mac Cennétig, hermano de Brian, y fue asistido por las tropas de Curradh-un-Roe o Curra el Rojo y los Corcu Baiscind, muchos de los cuales murieron en el campo.

## Territorio
La identidad de Ress o Ressad es incierta. Según Paul MacCotter es "aparentemente un nombre arcaico para Uí Chairpre o una de sus divisiones." Notando que el hijo de Donovan, Uainide es llamado rey de Uí Chairpre a su muerte en 982, MacCotter declara "Claramente, Uí Dhonnabháin tienen que haber sido reyes locales de... Uí Chairpre Íochtarach." Esto se situaba en el extremo nororiental dentro de Uí Fidgenti y lindaba con Limerick. Al cruzar el Río Shannon hacia el norte se extendían los Dál gCais, concretamente los Uí Tairdelbaich o Uí Blait.

### Ocupado?
Según el autor de CGG los Uí Chairpre/Uí Dhonnabháin habían "ocupado" un territorio que él afirma pertenecía a los Dál gCais, concretamente "... Caille Cormaic, de Oclan a Luimnech, y de Cnam-Coill a Luachair." Esta región ha sido difícil de identificar, pero se extendía aparentemente al Condado deTipperary, Cnam-Coill el ser encontrado una milla o milla y un este medio de Tipperary él. Oclan O Hoclan no ha sido identificado pero presumiblemente estaba al del norte.

## Matrimonio(s) y descendencia
Según la tradición oral familiar, Donovan se casó con una hija de su aliado Ivar de Limerick,  pese a que existen dos alternativas, cada cual con soporte. La primera es que era la hija del segundo Amlaíb/Olaf mencionado, posiblemente el mismo Olaf hijo de Ivar de Limerick, que fue asesinado junto con su padre en 977 pero que sencillamente pudo haber reemplazado a Aralt en relatos posteriores. Claramente,  había una influencia danesa sobre Donovan, ya que sus portan nombres daneses durante más de trescientos años, incluyendo Amlaíb Ua Donnubáin, muerto en 1201. Además, basándose en las costumbres sobre nombres del siglo X, se supone que Donovan (hijo de Ivar de Waterford) muerto en 996, habría sido nombrado por el hermano de su madre, lo que haría de Donovan (muerto en 977) su tío. Es posible que Ivar de Waterford estuviera casado con la hija o la hermana de Donovan; no puede llegarse a una conclusión ya que desconocemos las edades de los individuos y no es posible clasificarlos por generaciones.
 De todas formas los hijos conocidos de Donovan fueron
- Uainide ("Verdoso") mac Donnubáin, rey de Uí Chairpre (muerto 982)
- Cathal mac Donnubáin, posiblemente también rey de Uí Chairpre o Uí Fidgenti
- Hija (o hermana) de Donnubáin, supuestamente casada con Ivar de Waterford

Desafortunadamente no se ha preservado ningún relato de la conexión por matrimonio entre los nórdicos de Waterford y la familia O'Donovan.